# Wilhelm Ludwig Schlesinger

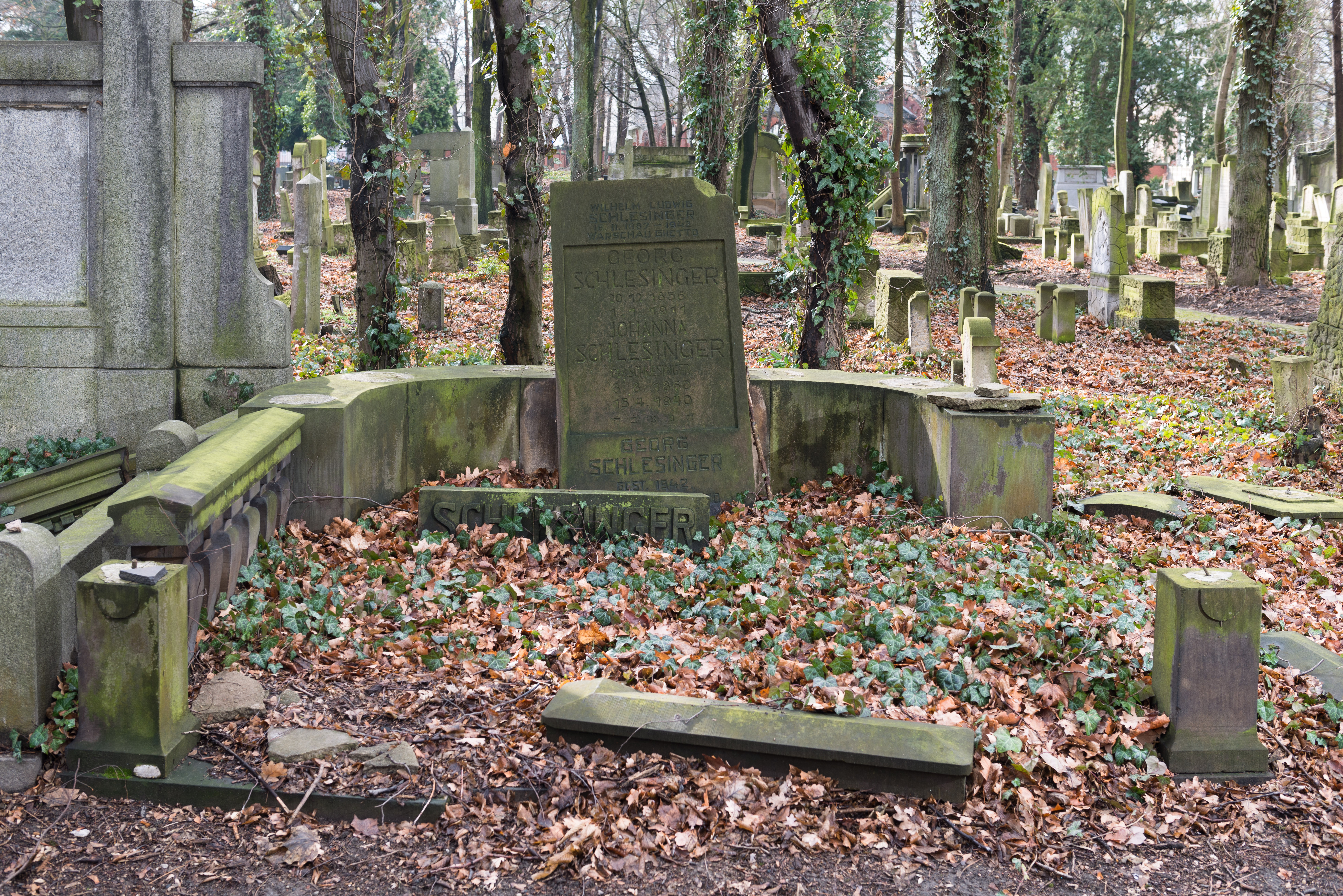
Grobowiec rodziców Schlesingera na nowym cmentarzu żydowskim przy ul. Lotniczej we Wrocławiu z informacją o śmierci Wilhelma Ludwiga Schlesingera w warszawskim getcie w roku 1942

Wilhelm Ludwig Schlesinger (ur. 16 listopada 1887 w Koźlu, zm. w 1942 w getcie warszawskim) – niemiecki architekt żydowskiego pochodzenia czynny we Wrocławiu.

## Życiorys
Pochodził z żydowskiej rodziny osiadłej we Wrocławiu blisko związanej z rodziną Hadda, z której wywodził się Moritz Hadda, jeden z czołowych wrocławskich architektów dwudziestolecia międzywojennego. W latach 1917−1928 prowadził z Moritzem Haddą wspólną firmę Hadda & Schlesinger, z tego okresu pochodzą jego najlepsze projekty wykonane w większości we współpracy z wspólnikiem:
- adaptacja kamienicy czynszowej przy ul. Bałuckiego 2 we Wrocławiu z 1922 na biurowiec towarzystwa ubezpieczeń Karlsruher Lebenversicherung
- przebudowa nieistniejącego już pałacu na Krzykach przy ul. Korfantego z 1922
- willa przy ul. Chopina 9 z 1923
- witryna i wnętrza kabaretu Gross-Breslau przy ul. Leszczyńskiego 6/7 (niezachowane) z 1925
- projekt zespołu czterech kamienic czynszowych przy ul. Spiżowej 25-31 (nie istnieją) z 1926
- drewniany dom na wystawie budownictwa i sztuki ogrodowej w GuGALi w Legnicy z 1927
- kamienica czynszowa przy ul Legnickiej 183 (nie istnieje) z 1927

Schlesinger po rozstaniu z Haddą prowadził we Wrocławiu własną pracownię architektoniczną, na stałe mieszkał w Cieplicach Śląskich. Po dojściu nazistów do władzy w latach trzydziestych został pozbawiony możliwości wykonywania zawodu. 
Na początku II wojny światowej przebywał w Berlinie, skąd został wywieziony do warszawskiego getta, gdzie zmarł lub został zamordowany. Okoliczności i dokładna data jego śmierci nie są znane. 
Na nowym cmentarzu żydowskim we Wrocławiu na grobowcu rodzinnym znajduje się tablica poświęcona jego pamięci.